# Полярное струйное течение
Полярное струйное течение, или джет, — часто наблюдаемое в космосе явление, когда из компактного объекта вдоль его оси вращения выбрасываются потоки вещества. Причиной обычно служат динамические взаимодействия внутри аккреционного диска. Когда вещество испускается со скоростью, близкой к скорости света, такие течения называются релятивистскими струями.
Диски, существующие вокруг многих звёзд, способны порождать полярные струи, но те, что существуют возле чёрных дыр — самые быстрые и активные. Это объясняется тем, что скорость струи примерно такая же, как скорость убегания от центрального объекта, так что скорость полярных течений возле чёрных дыр близка к скорости света, в то время как скорость течений около протозвёзд гораздо меньше. Наиболее масштабные полярные течения можно видеть в активных галактиках, таких как квазары.
Другие объекты, в которых часто наблюдаются полярные течения — это катаклизмические переменные звёзды, рентгеновские двойные системы и звёзды типа T Тельца. Объекты Хербига — Аро образуются взаимодействием полярных струйных течений из молодых звёзд с окружающей межзвёздной средой. Разновидность полярных течений — биполярные потоки газа — могут быть также связаны с протозвёздами (звёздами на самой ранней стадии формирования) или с эволюционировавшими post-AGB звёздами (часто в форме биполярной туманности).

## Механизм образования
Несмотря на то, что для физиков образование и существование полярных течений — по большей части всё ещё загадка, наиболее часто называются два источника для поддержания их существования: центральный объект (например, чёрная дыра) и аккреционный диск. Точный механизм образования струй из аккреционного диска не ясен, но предполагается, что он состоит в образовании дисками сложных магнитных полей, которые заставляют струи сводиться вместе. Частично этот механизм может напоминать гидродинамику сопла Лаваля.
Лучшим способом понимания этого механизма считается определение состава струй в месте, где они могут быть непосредственно увидены. Например, плазма из струи возле чёрной дыры будет иметь разный состав в зависимости от того, происходит ли она из аккреционного диска (электрон-ионная) или из чёрной дыры (электрон-позитронная). Плазма также имеет разный спектр излучения, такое как рентгеновское или радиоволны.
Исследования со спутников NASA позволили обнаружить и отслеживать маршруты в достаточной мере независимых и устойчивых водоворотов в Атлантическом океане, что натолкнуло учёных на идею сопоставления математических моделей таких «эдди», вихрей океанических и — вихря чёрной дыры. Было открыто основательное сходство. С другой стороны, в Атлантике давно и довольно регулярно устраиваются океанографические экспедиции, в одной из которых появились натурные замеры и наблюдения, а также своеобразная теория образования ураганов. Общим оказался выброс океаническими водоворотами своего рода джетов. Это позволило применить и для чёрных дыр общее свойство вихрей — образование стержневой полости разрежения при одновременном давлении и деформации поверхности среды в воронке вихря, парадоксально слаженного в работе инь-яна, что на пределе системы сил и свойств среды приводит к периодическим схлопываниям «вакуумных» (кавитационных) полостей с выбросом джетов. Эти и другие материалы и гипотезы собраны на странице Релятивистская струя.